# Teddy ist herzkrank
Teddy ist herzkrank (Alternativtitel: Der herzkranke Teddy) ist eine deutsche Filmkomödie von 1914 innerhalb der Stummfilmreihe Teddy. Hauptdarsteller ist Paul Heidemann.

## Handlung
Teddy liebt eine verheiratete Frau. Um ihm darüber hinwegzuhelfen, verkuppelt sie ihn mit einer ihrer Freundinnen.

## Hintergrund
Der Film hatte eine Länge von 660 Metern (bzw. 655,85 Metern nach Schnitt), das entspricht ca. 36 Minuten. Produziert wurde der Stummfilm von Literaria Film (Nr. 144). Teddy ist herzkrank wurde von der Polizei Berlin unter der Nummer 14.5 mit einem Jugendverbot belegt, ebenso wie von der Polizei München unter den Nummern 13075, 13076.